# Lamenia bakeri
Lamenia bakeri är en insektsart som beskrevs av Frederick Arthur Godfrey Muir 1917. Lamenia bakeri ingår i släktet Lamenia och familjen Derbidae. Inga underarter finns listade i Catalogue of Life.